# 男女共同参画会议

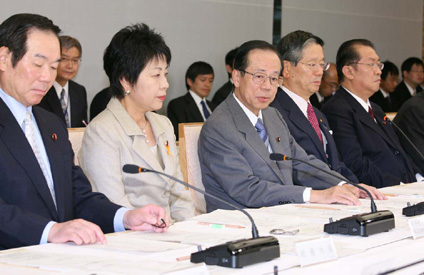
第27次男女共同参画会議（ 2007年10月30日在总理大臣官邸）

男女共同参画会議（日语：だんじょきょうどうさんかくかいぎ）是内阁府重要政策相关会议之一。

## 概述
- 它成立于2001年（平成13年），继承自男女共同参画審議会。
- 其目的是根据日本男女共同参画社会基本法提出旨在促进男女共同参画社会（性别平等社会）的实现的政策建议。
- 由内阁官房长官担任主席，成员共25人，其中包括各省大臣12名（包括国家公共安全委员会委员长）、男女共同参画担当大臣（日语：内閣府特命担当大臣（男女共同参画担当））、女性活跃担当大臣以及学术专家12人。[2]
- 管辖内阁府男女共同参画局。[3]
- 内阁总理大臣制定性别平等相关计划时，会听取男女共同参画会議的意见，后起草草案，并作出阁议决定。

## 沿革
第四届安倍政府期间，石川康晴于2019年（平成31年）3月被任命为会议议员。然而，由于多次发生性骚扰事件，包括未经女性同意对女性实施猥亵行为， 他于2018年（平成30年）12月被其管理的企业查问会给予严厉警告，据报道，情况属实 。针对此报道，石川宣布将2020年（令和2年）3月辞去国会议员职务。  

## 相关项目
- 性别平等
- 男女共同参画局